# Galium virgatum
Galium virgatum är en måreväxtart som beskrevs av Thomas Nuttall. Galium virgatum ingår i släktet måror, och familjen måreväxter. Inga underarter finns listade i Catalogue of Life.